# 3. Sinfonie (Schmidt)
Die Sinfonie in A-Dur für großes Orchester ist die dritte Sinfonie des Komponisten Franz Schmidt. Sie entstand in den Jahren 1927 bis 1928 und wurde 1928 in Wien, Österreich uraufgeführt. Beim Internationalen Schubert-Wettbewerb 1928 wurde sie mit dem zweiten Preis ausgezeichnet.

## Satzbezeichnungen
1. Allegro molto moderato
2. Adagio
3. Scherzo. Allegro vivace
  - Trio. Molto più tranquillo
4. Lento

Die Spieldauer beträgt ca. 55 Minuten.

## Analyse
Den Ausschreibungsbedingungen des Schubert-Wettbewerbs gemäß, findet Schmidt in seiner Dritten zur klassischen, viersätzigen Form zurück, wie Franz Schubert selbst sie im Gefolge Wolfgang Amadeus Mozarts und Joseph Haydns gepflegt hat. Von bukolisch-sanftem Zuschnitt ist der erste Satz (Allegro molto moderato, A-Dur, 3/4), in übersichtlicher Sonatenform gebaut. Der zweite Satz, ein Adagio (d-Moll, 4/4), gehört zu den tiefgründigsten Schöpfungen Schmidts – faszinierend das harmonische Raffinement, mit dem das im Grunde einfache, diatonische Thema kühnen tonalen Wanderschaften – und einigen enthusiastischen, ausdrucksstarken Eruptionen – unterworfen wird. Zauberhaft die Reprise, in der die Melodie von zarten Klarinettenfiguren umrankt wird. 
Scherzo (A-Dur, Allegro vivace, 3/4) und Finale (a-Moll/A-Dur Lento – Allegro vivace, 4/4) scheinen von großer Unrast getragen. Sowohl das Ländler-Thema des dritten Satzes, als auch der aus einer versonnenen langsamen Einleitung heraus entwickelte Hauptgedanke und das lichtere Seitenthema des Finales entwickeln sich über ohne Unterlass pulsierenden Bassfiguren. Erst ganz zuletzt findet das Werk zum heiteren Ton des Sinfoniebeginns zurück. Die anfängliche Gelassenheit scheint aber in affirmativen Optimismus gewendet.